# Gilbertiodendron pachyanthum
Espèce
Synonymes
- Macrolobium pachyanthum Harms[1]

Statut de conservation UICN

 VU D2 : Vulnérable
Gilbertiodendron pachyanthum (Harms) J. Léonard est une espèce de plantes à fleurs de la famille des Fabacées et du genre Gilbertiodendron. C'est un arbre endémique du Cameroun.

## Distribution
Endémique du Cameroun, relativement rare, l'espèce a été observée sur cinq sites dans la Région du Sud, notamment à Bipindi où Georg August Zenker  a récolté les premiers spécimens.
Figurant sur la liste rouge de l'UICN comme espèce vulnérable, elle est menacée du fait de la perte de son habitat au profit de l'agriculture.